# Hirokazu Goshi
Hirokazu Goshi (født 19. december 1966) er en tidligere japansk fodboldspiller.
Han har spillet for flere forskellige klubber i sin karriere, herunder Kashiwa Reysol.